# Cá bướm châu Phi
Cá bướm châu Phi hay Cá bướm nước ngọt, tên khoa học Pantodon buchholzi, là loài duy nhất trong chi đơn loài Pantodon, họ Pantodontidae trong bộ Osteoglossiformes. Nó không có liên quan chặt chẽ với họ Cá bướm.

## Mô tả và tập tính
Cá bướm nước ngọt là loài các nhỏ, không lớn hơn 13 cm, có vây ngực rất lớn. Chúng có bong bóng lớn và nhiều mạch máu cho phép chúng có thể thở bằng không khí trên mặt nước. Cá bướm nước ngọt là loài cá ăn thịt, thức ăn chủ yếu là các loài côn trùng và cá nhỏ hơn.
Cá bướm nước ngọt là thợ săn mặt nước chuyên nghiệp. Mắt của chúng hướng thẳng lên mặt nước, miệng thì thích hợp để bắt con mồi nhỏ trên mặt nước. Nếu tốc độ trong nước đủ nhanh, Cá bướm nước ngọt có thể nhảy và lướt một đoạn ngắn trên mặt nước để tránh bị ăn thịt. Nó cũng vẫy vây ngực khi lướt trên mặt nước do các cơ ngực đặc trưng, khả năng này khiến cho chúng có tên là Cá bướm nước ngọt.
Khi Cá bướm nước ngọt đẻ trứng, chúng sinh ra một lượng trứng lớn nổi trên mặt nước. Sự thụ tinh trứng được cho là từ trong bụng cá. Trứng nở sau khoảng bảy ngày.

## Phân bố
Cá bướm nước ngọt được tìm thấy trong vùng nước tù có tính acid nhẹ ở Tây Phi. Chúng cần nhiệt độ quanh năm 73-86 °F (23–30 °C). Chúng được tìm thấy trong các vùng nước tù hoặc có dòng chảy yếu và có nhiều cây thủy sinh trên mặt nước. Chúng thường được nhìn thấy trong hồ Chad, lưu vực sông Congo, khắp vùng hạ lưu Niger, Cameroon, Ogooue, và Thượng lưu Zambezi. Chúng cũng đã được tìm thấy ở châu thổ sông Niger, hạ lưu Ogun, và hạ lưu sông Cross (sông Oyono).

## Trong hồ thủy sinh
Cá bướm nước ngọt được nuôi trong các hồ thủy sinh lớn, mỗi hồ chỉ nên nuôi một con vì Cá bướm nước ngọt có thể tấn công nhau hoặc các loài các mặt nước khác. Mặt hồ phải được đậy kín do Cá bướm nước ngọt có tập tính nhảy. Chúng sẽ sống tốt hơn với cây thủy sinh, đặc biệt là các loài cây nổi gần bề mặt nước, tạo nơi trú ẩn sẽ làm giảm stress. Chúng thích hợp với môi trường nước có pH 6,9-7,1, và KH 1-10. Trong hồ thủy sinh, Cá bướm nước ngọt có thể phát triển tới 13 cm. Không nên nuôi Cá bướm nước ngọt chung với các loài cá có đặc tính ăn/rỉa vây hoặc các loài hay tấn công khác. Cá bướm nước ngọt ăn bất cứ con các nào vừa miệng của nó, vì vậy nên đảm bảo kích thước hồ sao cho các tầng giữa và các tầng đáy không chạm mặt chúng. Chúng thường không ăn thức ăn công nghiệp, tốt nhất là cho chúng ăn dế hoặc côn trùng sống hay đóng hộp. Chúng thích nước tĩnh, vì vậy hệ thống lọc không nên quá mạnh.